# Fernando Scherer

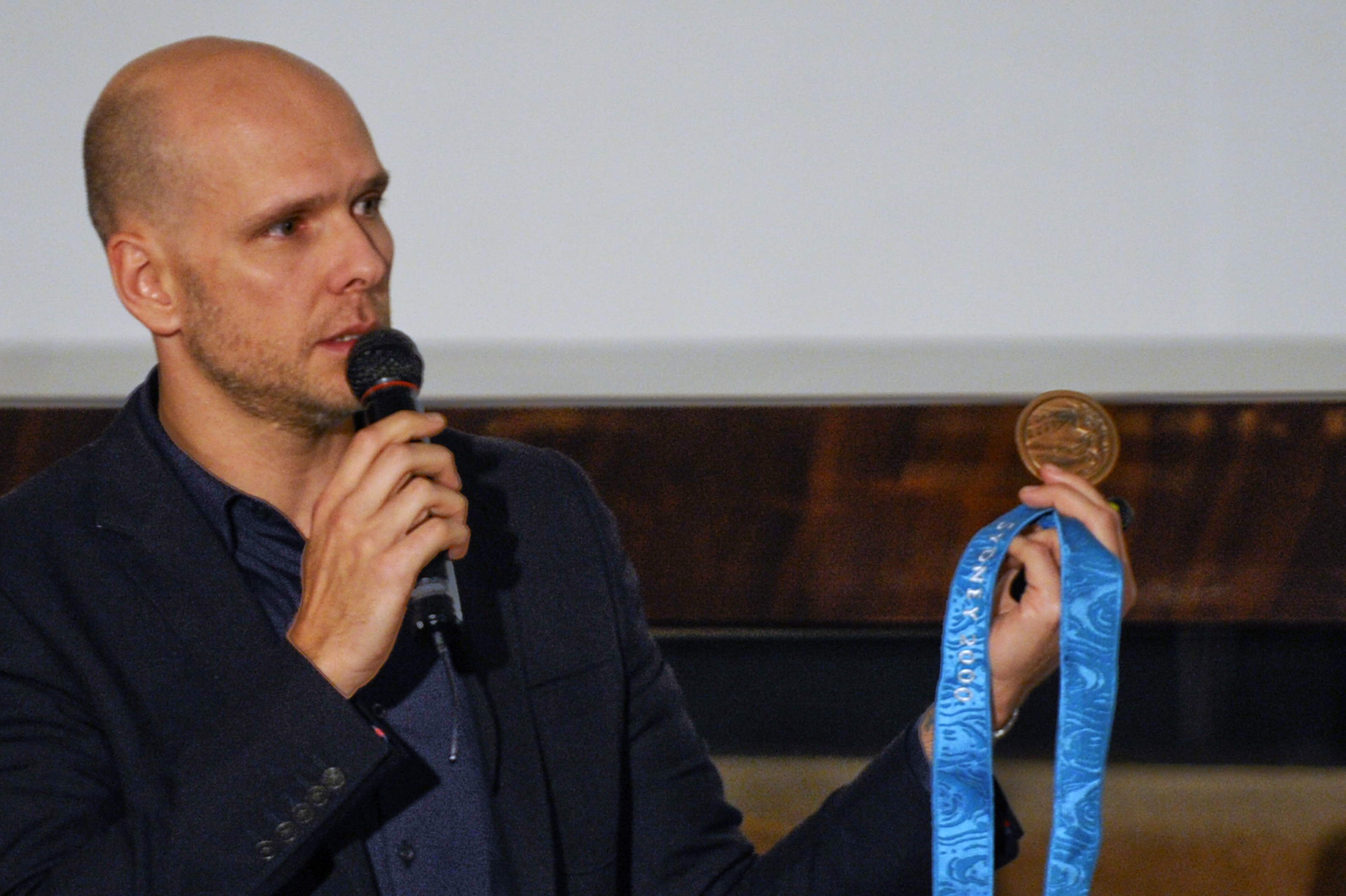
"Xuxa" Scherer, l'any 2015, amb la medalla obtinguda als JJ.OO. de Sidney

Fernando Scherer   (Florianópolis, 6 d'octubre de 1974), conegut popularment pel sobrenom Xuxa, és un nedador brasiler retirat. Especialitzat en proves de curta distància, va aconseguir 2 bronzes olímpics i 6 medalles en Campionats del món.

## Palmarès
| Any  | Competició                         | Lloc                         | Prova           | Posició | Marca   | Rècord |
| ---- | ---------------------------------- | ---------------------------- | --------------- | ------- | ------- | ------ |
| 1993 | Campionat del Món en piscina curta | Palma, Illes Balears         | 100 m lliures   | 1r      | 48.38   |        |
| 1993 | Campionat del Món en piscina curta | Palma, Illes Balears         | 4x100 m lliures | 1r      | 3:12.11 | WR     |
| 1994 | Campionat del Món                  | Roma, Itàlia                 | 4x100 m lliures | 3r      | 3:19.35 |        |
| 1995 | Jocs Panamericans                  | Mar del Plata, Argentina     | 50 m lliures    | 1r      | 22.65   |        |
| 1995 | Jocs Panamericans                  | Mar del Plata, Argentina     | 4x100 m lliures | 2n      | 3:20.33 |        |
| 1995 | Jocs Panamericans                  | Mar del Plata, Argentina     | 4x200 m lliures | 2n      | 7:28.70 |        |
| 1995 | Jocs Panamericans                  | Mar del Plata, Argentina     | 100 m lliures   | 3r      | 49.79   |        |
| 1995 | Universiada                        | Fukuoka, Japó                | 50 m lliures    | 1r      | 22.48   |        |
| 1995 | Universiada                        | Fukuoka, Japó                | 100 m lliures   | 1r      | 49.69   |        |
| 1995 | Universiada                        | Fukuoka, Japó                | 4x100 m lliures | 2n      | 3:20.53 |        |
| 1995 | Campionat del Món en piscina curta | Rio de Janeiro, Brasil       | 100 m lliures   | 1r      | 47.97   |        |
| 1995 | Campionat del Món en piscina curta | Rio de Janeiro, Brasil       | 4x100 m lliures | 1r      | 3:12.42 |        |
| 1995 | Campionat del Món en piscina curta | Rio de Janeiro, Brasil       | 50 m lliures    | 2n      | 22.08   |        |
| 1996 | Jocs Olímpics                      | Atlanta, EUA                 | 50 m lliures    | 3r      | 22.29   |        |
| 1999 | Jocs Panamericans                  | Winnipeg, Canadà             | 50 m lliures    | 1r      | 22.46   |        |
| 1999 | Jocs Panamericans                  | Winnipeg, Canadà             | 100 m lliures   | 1r      | 49.19   | WR     |
| 1999 | Jocs Panamericans                  | Winnipeg, Canadà             | 4x100 m lliures | 1r      | 3:17.18 | WR, SA |
| 1999 | Jocs Panamericans                  | Winnipeg, Canadà             | 4x100 m estils  | 1r      | 3:40.27 | WR, SA |
| 2000 | Jocs Olímpics                      | Sydney, Austràlia            | 4x100 m lliures | 3r      | 3:17.40 |        |
| 2003 | Jocs Panamericans                  | Santo Domingo, R. Dominicana | 50 m lliures    | 1r      | 22.40   |        |
| 2003 | Jocs Panamericans                  | Santo Domingo, R. Dominicana | 4x100 m lliures | 1r      | 3:18.66 |        |